# Macchia Valfortore
Macchia Valfortore est une commune de la province de Campobasso dans la Molise en Italie.

## Administration
| Période                                  | Période  | Identité        | Étiquette | Qualité |
| ---------------------------------------- | -------- | --------------- | --------- | ------- |
| 30 mai 2006                              | En cours | Antonio Carozza |           |         |
| Les données manquantes sont à compléter. |          |                 |           |         |

### Communes limitrophes
Carlantino, Celenza Valfortore, Gambatesa, Monacilioni, Pietracatella, Sant'Elia a Pianisi